# Paycheck
Paycheck és una adaptació cinematogràfica del relat de ciència-ficció La paga, escrit per Philip K. Dick. Dirigida per John Woo i protagonitzada per Ben Affleck, Aaron Eckhart i Uma Thurman, la pel·lícula es va estrenar l'any 2003.
Ha estat doblada al català.

## Argument
Michael Jennings és un geni famós a tot el món que realitza projectes especialitzats per a corporacions d'alta tecnologia. Quan acaba un treball, s'esborra la seva memòria per no divulgar els secrets de la companyia. Solen pagar-lo molt bé pels seus serveis i Jennings espera obtenir un total de 92 milions de dòlars pel seu últim projecte, en el qual ha emprat tres anys de la seva vida. Però quan acaba el projecte, en comptes de xec tan substanciós se li lliura un sobre ple d'objectes sense valor i se li diu que havia acceptat renunciar a cobrar el seu treball. Com la seva memòria ha estat esborrada seguint el costum habitual, Jennings no pot defensar-se. Però després descobreix que els objectes que ha rebut són pistes sobre el seu passat. Amb l'ajuda de Rachel, la dona que estima i amb qui ha treballat durant els últims tres anys, Jennings emprèn una cursa contra-rellotge per solucionar el trencaclosques del seu passat.

## Repartiment
- Ben Affleck: Jennings
- Aaron Eckhart: Rethrick
- Uma Thurman: Rachel
- Paul Giamatti: Shorty
- Colm Feore: Wolfe
- Joe Morton: Agent Dodge
- Michael C. Hall: Agent Klein
- Peter Friedman: Fiscal General Brown
- Kathryn Morris: Rita Dunne
- Ivana Milicevic: Maya-Rachel
- Christopher Kennedy: Stevens
- Fulvio Cecere: Agent Fuman
- John Cassini – Agent Mitchell

## Producció

### Preparació del rodatge
Paycheck està basada en un relat curt escrit per l'escriptor de ciència-ficció Philip K. Dick. Es tracta de La paga. La història va captivar el cineasta xinès, el qual es va manifestar com un gran fan de Philip K. Dick; m'agrada en especial el provocatiu dilema moral que planteja a Paycheck. Els seus herois són molt humans i estan molt basats en la realitat, no són superhomes com ocorre en molts relats de ciència-ficció. 
Per la seva part, Ben Affleck no va dubtar en sumar-se al projecte, sobretot atret per la possibilitat de treballar amb John Woo, al qui admirava, i per l'excel·lent guió que tenien entre mans: Era un guió extremadament intel·ligent, interessadament complicat i molt ben escrit. Si es combina la ciència-ficció conceptual que escriu Philip K. Dick, que ha demostrat que funciona bé en pantalla, amb la mestria visual d'un director com John Woo, es tenen els elements per aconseguir una obra extraordinària. 
Uma Thurman de seguida es va embarcar en el projecte en assabentar-se que John Woo estava interessat en la seva col·laboració: Em va dir que per a ell era la part més important, la idea que l'amor pot canviar el seu destí. Em va encantar saber que un magnífic director de cinema d'acció com John estava tan interessat en la bonica història d'amor que conté la pel·lícula. John ha fet que Paycheck sigui un thriller d'acció genuïnament romàntic.

### Rodatge
El director John Woo i el productor Terence Chang van convocar a alguns dels seus més preuats col·laboradors per al rodatge de Paycheck: el director de fotografia Jeffrey L. Kimball, el coordinador d'armes Rock Galotti i els germans especialistes Gregg i Brian Smrz. Però van ser els productors John Davis i Michael Hackett els que van contractar el guionista Dean Georgaris per adaptar la intricada història de Philip K. Dick i al director John Woo per portar-la a la pantalla.
La pel·lícula es va rodar a la ciutat canadenca de Vancouver, que a l'acció representa la ciutat de Seattle. L'equip de producció es va instal·lar en els Vancouver Film Studios durant els quatre mesos que va durar el rodatge. Woo havia treballat ja amb Kimball, Galotti i els germans Smrz, però era la primera vegada que ho feia amb el director artístic William Sandell, veterà de rodatges com els de The Perfect Storm i Master and Commander: The Far Side of the World.

## Resposta de la crítica
La crítica es va mostrar dividida respecte a la qualitat del film, si bé la tònica general és que la pel·lícula, malgrat comptar amb una idea inicial molt prometedora, no acaba d'explotar-la al màxim i es desvia massa cap als terrenys de l'acció. Així és precisament com ho va veure Roger Ebert del Chicago Sun-Times: Comença amb una idea interessant de Philip K. Dick, i l'argument explota el seu potencial en el que a acció es refereix, però realment mai no arriba a desenvolupar-la. 
Per a M. Torreiro, d'El País, cal reconèixer la netedat de la seva execució, un vehicle per passar una bona estona amb una acció sense pauses (...) És directa com un cop de puny, elegant com totes les de Woo, i també, a vegades, una mica passada de rosca. És una recomanació segura per als amants del cinema d'aventures. 
Tanmateix, altres crítics es van mostrar més durs respecte al resultat final de la pel·lícula. Robert Koehler, de Variety, el qualifica de thriller ràpidament oblidable. Michael Wilmington del Chicago Tribune, es mostra encara més explícit: Desafortunadament, després de veure Paycheck, a un li agradaria tenir l'aparell de la pel·lícula a la seva disposició, per poder esborrar-la de la teva memòria. 

## Box-office
El film va costar 60 milions de dòlars sense comptar les despeses de promoció, amb la qual cosa es tracta d'una producció de gran envergadura, sense arribar a la categoria de superproducció.
Paycheck va funcionar per sota del que s'esperava a les taquilles. Tot just va aconseguir recaptar 96 milions de dòlars a tot el món, dels quals 54 van correspondre als EUA i el Canadà i els altres (42 milions) a la resta del món.

## Al voltant de la pel·lícula
L'aspecte de Ben Affleck a la pel·lícula s'inspira en el de Cary Grant a Amb la mort als talons, ja que, igual com Grant, Affleck es passa gran part del temps amb un mateix vestit de color gris. Phillips va manufacturar 47 vestits idèntics de disseny clàssic i elegant, adequats per a un enginyer lliurat al seu treball. Els colors caqui i marró dels biòlegs d'Allcom es fonen amb l'humit entorn d'hivernacle en el que treballen. En canvi, els sinistres personatges de Rethrick i Wolfe, porten vestits d'executiu foscos, mortalment seriosos i ombrívols.
El director artístic es va enfrontar al dur repte de construir una xarxa de metro en tres setmanes. Ho va fer en l'interior d'una enorme carpa de circ: uns 80 metres de línia ferroviària operativa, amb el seu túnel corresponent, ajuden a fer que les escenes de persecució resultin alhora realistes i excitants.
Kimball diu que a les pel·lícules de Woo la càmera es mou sense parar i que de vegades resulta difícil seguir-lo sense perdre's: El difícil per a mi és anticipar com cal il·luminar un decorat que després se'n va filmar des de molts angles i direccions alhora. És tot un repte però la veritat és que gaudeixo molt fent-ho.
Jeffrey L. Kimball, el director de fotografia amb qui treballa John Woo des de Missió impossible 2, va prevenir des del principi a Sandell que deixés molt espai lliure als seus decorats, ja que el director volia moure's-hi amb llibertat.
Per donar-li més intensitat a la seqüència i posar l'espectador literalment dins l'acció, Brian va utilitzar moderns sistemes de manipulació de la càmera per control remot; per exemple, el descendir, un artefacte que permet que la càmera baixi vertiginosament des de grans altures fixada a un cable.
També es van emprar traveler rigs, que permeten que la càmera es desplaci al llarg d'un cable amb la longitud d'una illa d'edificis i col·locat en paral·lel al carrer a l'altura de les teulades.
Malgrat l'explosiva acció que contenen les seves pel·lícules, John Woo mai no ha tingut ni utilitzat una arma de foc. Diu Galotti: Li he preguntat a John moltes vegades si li venia de gust venir a fer exercicis de tir, però sempre es nega. S'ha fet famós pels tirotejos de les seves pel·lícules però no té el menor desig de disparar una arma de foc.